# Национальный институт статистики и экономического анализа
Национальный институт статистики и экономического анализа (фр. Institut national de la statistique et de l'analyse économique; сокращённо INSAE) — это официальная статистическая служба Бенина, преобразованная в апреле 1997 года президентским указом в государственное научное учреждение с правом юридического лица и финансовой автономией. Его деятельность осуществляется в более общих рамках статистической системы Бенина, организованной законом от 2000 года, согласно которому INSAE является органом Национального совета по статистике.
INSAE является государственной структурой, находящейся в подчинении министра, отвечающего за статистику.

## Задачи
INSAE является Секретариатом Национального совета по статистике.
Его основной задачей является сбор, обработка, анализ и представление правительству в согласованные сроки достоверных, научно разработанных статистических данных, включая макроэкономические показатели и агрегированные данные о развитии экономики или любой другой деятельности страны. Он также должен обеспечить обработку или помочь в обработке статистической и бухгалтерской информации для государственных, полугосударственных и других органов, которые ее запрашивают. В частности, он отвечает за:
- Разработку или поддержку научной методологии для государственных и частных администраций и организаций с целью гармонизации используемых методов и обеспечения сопоставимости различных полученных результатов, и в этом контексте содействие организации их статистических служб;
- Сбор, использование и анализ статистических данных, полученных в результате выборочных обследований, переписей населения, текущей статистики и других источников, с целью лучшего понимания демографической, экономической, финансовой и социальной ситуации в Республике Бенин;
- Организацию и проведение демографических, сельскохозяйственных, промышленных и социально-экономических переписей и всех других статистических обследований;
- Изучение проектов обследования или исследования, представленных на утверждение, и представление отчета по ним в компетентную комиссию Национального статистического совета для принятия соответствующего решения;
- Изучение и мониторинг экономической и финансовой ситуации в стране, составление экономических счетов и получение данных, полезных для подготовки программ экономического развития;
- Обеспечение периодической публикации статистической информации в форме бюллетеней, ежегодников, обзоров, справочников и др.;
- Централизация существующей документации в области статистических исследований, а также демографических и экономических исследований и создание библиотеки статистических работ;
- Содействие и поощрение изучения и исследований в области статистики, демографии и информатики, а также обеспечение подготовки технического персонала.

## Организация
INSAE, как государственное учреждение, имеет следующие органы управления: Генеральное руководство, Комитет по управлению и Совет директоров.

### Совет директоров
Совет директоров состоит из семи членов, назначаемых в соответствии с правовыми документами, регулирующими деятельность социальных, культурных и научных учреждений, после консультации с Национальным советом по статистике в отношении членов, предложенных последним. Члены Совета директоров назначаются постановлением Совета министров сроком на 3 года по предложению профильного министра. Деятельность Совета директоров регулируется его правилами процедуры, которые он принимает и изменяет большинством в две трети голосов своих членов.
Она состоит из:
- Представителя ответственного министра, председатель;
- Представителя министра финансов;
- Двух представителей производителей отраслевой статистики, выбранные из числа членов Национального статистического совета (НСС) по предложению последнего;
- Двух представителей пользователей статистики, включая одного представителя международных организаций, предложенных ответственным министром;
- Представителя персонала Института, назначенный общим собранием его постоянного состава.

Совет директоров проводит заседания не реже двух раз в год. Его бюджетная сессия может проводиться только после ежегодной сессии Национального статистического совета, который принимает решение о национальной статистической программе, включая программу Института. Он рассматривает финансовые отчеты и управленческую отчетность Института и голосует за его бюджет, который представляется на утверждение в Совет министров.

### Генеральное руководство
Она возглавляется генеральным директором, которому помогает заместитель генерального директора, и состоит из следующих подразделений:
- Личный секретариат;
- Административно-финансовое управление;
- Управление статистики и экономических исследований;
- Управление демографических исследований;
- Управление социальной статистики;
- Директорат по обработке информации и публикациям;
- Директорат по статистической координации, обучению и исследованиям.

Оно осуществляет технический надзор за ведомственными или региональными статистическими службами, входящими в состав Министерства планирования.

### Комитет по управлению
Комитет по управлению является консультативным органом при Генеральном директорате. В его состав входят генеральный директор, который является председателем, заместитель генерального директора, который является заместителем председателя, технические директора, административный и финансовый директор и два представителя персонала, избираемые на общем собрании персонала. Административно-финансовый директор обеспечивает секретариат. Меморандум Генерального директора определяет правила процедуры Комитета.
С Комитетом проводятся консультации по важным решениям, таким как подготовка бюджета Института и его общая политика. Он созывается по просьбе Генерального директора, который представляет ему повестку дня. Он также может быть созван по требованию абсолютного большинства его членов.

## История
| Дата            | Министерство | Министр              |
| --------------- | --- | -------------------- |
| 22 октября 2008 | Государственное министерство перспективного планирования, развития и оценки деятельности правительства           | Паскаль Ирене Купаки |
| 18 июня 2007    | Государственное министерство экономики, перспективного планирования, развития и оценки общественной деятельности | Паскаль Ирене Купаки |
| 9 января 2007   | Государственное министерство по развитию и оценке общественных действий                                          | Паскаль Ирене Купаки |
|                 | Министерство планирования, экономической реструктуризации и содействия занятости                                 |                      |

| Имя                 | Период        |
| ------------------- | ------------- |
| Косм Водуну         | 2004 - 2011   |
| Морис Доссу Банколе | ...... - 2004 |

До обретения независимости, в 1954 году, было создано Территориальное бюро статистики при Федеральной службе Французской Западной Африки, расположенной в Дакаре; в 1956 году бюро стало Службой. Затем, через год после обретения независимости в 1961 году, оно стало Управлением статистики, механографии, экономических и демографических исследований. В 1962 году это управление было преобразовано в отдел в составе Управления исследований и планирования, а два года спустя вновь стало Службой.
В сентябре 1966 года указом было создано Управление статистики, которое позже было преобразовано в Генеральное управление под названием Национальный институт статистики и экономического анализа в соответствии с указом от октября 1973 года о создании Национального статистического совета (CNS), секретариат которого он обеспечивает. В 1997 году Институт получил статус государственного научного учреждения, юридического лица с финансовой автономией. Его роль была уточнена постановлением 2000 года о Национальном совете по статистике, которое предусматривает, что в постановлении, которое будет издано Советом министров, будет определена организация и внутреннее функционирование Национального института статистики и экономического анализа.